# بیتل (کنتاکی)
بیتل (به انگلیسی: Beetle) یک منطقهٔ مسکونی در ایالات متحده آمریکا است که در شهرستان کارتر، کنتاکی واقع شده‌است. بیتل ۱۹۸٫۱۲ متر بالاتر از سطح دریا واقع شده‌است.